# Permínio Asfora
Permínio Asfora (Valença, atual Pimenteiras,12 de julho de 1913 — Rio de Janeiro, 12 de setembro de 2001) foi um romancista, jornalista, editor e político brasileiro, formado em Direito pela Faculdade do Recife. É o primeiro escritor brasileiro de origem palestina a publicar um livro no Brasil, e autor da primeira obra literária brasileira a possuir um protagonista Palestino.

### Biografia
Permínio foi o primogênito de Maria Elisa de Carvalho e de Sales Mussa Asfora, imigrante Palestino que chegou ao Brasil em 1902, com 14 anos de idade. Inicialmente, Sales Mussa Asfora morou com um parente no Ceará, mas pouco depois emigra para o Piauí, onde permanece alguns anos e onde conhece Maria Elisa. Logo depois do nascimento de Permínio, seus pais tentam a vida em vários estados do Nordeste. A primeira parada foi na cidade de Crateús, no Ceará, onde ficam até 1922, quando a família se muda para o Recife. Na capital pernambucana, “Permínio faz o curso primário como aluno do colégio Melo Cabral. Não seria Recife, entretanto, a última parada dos ‘anos de aprendizagem’ do futuro romancista, que da capital pernambucana emigra ainda uma vez para Sapé, na Paraíba, lugarejo situado na zona da caatinga, à beira da estrada de ferro. E foi em sapé que ele abriu realmente os olhos para o mundo, onde passou a maior parte da infância e da adolescência. Deixou Sapé homem feito, com 20 anos, integrando-se na vida prática através do comércio, profissão paterna, fase em que foi intensificando e aprofundando sei contato com o Nordeste, viajando a léu e a cavalo, de trem, de automóvel. Participava assim da vida do povo humilde, dos seus problemas, dos seus dramas, que mais tarde transporia para os romances que escreveu”.
Em 1934, retoma os estudos, para concluir o ensino médio e entrar na faculdade. Em 1938, começa a colaborar com a imprensa local e revistas acadêmicas, e dirige o Boletim da Casa do Estudante. Em 1940 publica Sapé, seu primeiro romance, imediatamente censurado pelo Departamento de Imprensa e Propaganda (DIP), do governo de Getúlio Vargas. Em 1941 recebe o diploma de bacharel em direito. Mesmo com a censura do governo getulista, em 1942 Permínio é nomeado prefeito de Pilar, na Paraíba, mas abandona o cargo apenas um ano depois, devido à "impossibilidade de contribuir para a melhoria de vida do povo daquele pobre município da várzea paraibana".
Em 1945, ingressa no funcionalismo público, como fiscal do Instituto do Açúcar e do Álcool, viajando por Bahia, Sergipe e Alagoas. No mesmo ano, retorna para o Rio de Janeiro e retoma o jornalismo dos primeiros anos profissionais, colaborando com periódicos como Folha Carioca, Diretrizes e, mais tarde, Última Hora. Em 1948, funda a revista “Resenha Literária”.
Segundo os estudiosos da sua obra, dentre eles a professora de literatura brasileira Wilma Martins de Mendonça, do Departamento de Letras Clássicas e Vernáculas da UFPB, e Kássio Gomes, professor e coordenador do Salão do Livro do Piauí (Salipi), Permínio foi o primeiro brasileiro de ascendência palestina a publicar um romance no Brasil. Já Noite grande, seu segundo livro, é a primeira obra literária brasileira a possuir um protagonista Palestino — baseado na história real do pai do romancista. 
Autor de vasta obra, que inclui sete romances, além de inúmeros textos jornalísticos, Permínio Asfora faleceu de edema pulmonar no Rio de Janeiro, em 12 de setembro de 2001, aos 88 anos. Deixou inacabado o romance Confidências no Largo da Segunda-feira, concluído e publicado postumamente por seu filho, o também escritor Lúcio Asfora, em 2005.

#### Sapé (Curitiba: Ed. Guaíra, 1940; João Pessoa: Editora da UFPB, 2015, 2ª edição)
A obra de estreia de Permínio descreve e analisa a Paraíba de 1930 e a situação dos trabalhadores dos algodoais. A história se situa em Sapé e descreve, a partir desta microrregião, o Brasil da época. O livro foi interditado pelo DIP (Departamento de Imprensa e Propaganda) de Getúlio Vargas. Acusado nacionalmente, em horário nobre, pela rádio Voz do Brasil, de ser “subversivo e imoral”, Permínio acabou por ser banido do cânone literário brasileiro. Sobre essa censura, Wilma Martins de Mendonça, professora de Literatura da UFPB, escreveu: “Delituoso, o silenciamento do romance de Permínio Asfora constitui, na realidade, um crime de lesa-memória à humanidade paraibana”.

#### Noite grande (São Paulo: Ed. Minerva, 1947; São Paulo: Ed. Ática, 1976)
Inspirado na vida do pai do autor, Sales Mussa Asfora, Noite grande conta a história de Jorge, imigrante palestino recém chegado ao Nordeste do Brasil, no início do século 20. A primeira edição, publicada em 1947, continha 352 páginas. Em 1976, o livro é reeditado pelo autor e publicado pela editora Ática, com 196 páginas. Noite grande é o primeiro livro publicado no Brasil a ter um protagonista palestino. Segundo Kássio Gomes, professor de História pela UESPI e curador do Salipi, "João Luso chegou a dizer que há uma 'espécie de perfeição' na narrativa, tal a forma como descreve o cenário o dos carnaubais, tão pouco conhecidos pela maioria dos brasileiros".

#### Fogo verde (São Paulo: Ed. Brasiliense, 1951; São Paulo: Scortecci Editora, 2003)
De cunho ambientalista, localizado no interior do Piauí do começo do século 20 e baseado em fatos reis, Fogo verde relata as disputas pela posse de minas de cobre, recém descobertas na região. Em resenha para o jornal A União de 1951, Sérgio Milliet observou que esta foi a primeira vez que tal tema foi abordado em nossa literatura. Professora adjunta de História pela UFRPE, Rozélia Bezerra afirma que "Fogo verde faz de Permínio Asfora pioneiro, não somente no que tange uma literatura palestino-brasileira, mas também na abordagem dos problemas causados pela mineração, 60 anos antes dos desastres de Mariana e Brumadinho, e pelo menos 50 anos antes de os debates sobre mudança climática se tornarem senso comum, no Brasil".

#### Vento Nordeste (Rio de Janeiro: J. Olympio, 1957; Rio de Janeiro: Civilização Brasileira, 1982, 2ª edição)
A história se passa entre Rio Grande do Norte e Paraíba e tem como premissa a situação dos trabalhadores ferroviários da Great Western, empresa inglesa que construiu e explorou ferrovias e estações de trem no Nordeste do Brasil, entre 1881 e 1951. O livro conta a história de Rafael Monteiro, trabalhador ferroviário que ganhou, "como castigo por sua participação em greve contra a empresa", o comando de uma estação de trem em lugar remotíssimo. Segundo o crítico e pesquisador Herculano Moraes, o livro, que encerra o ciclo regional de Permínio, seria uma das melhores obras do romance nordestino, para quem “o tema de Vento Nordeste é o sonho”.

#### Confissões do Senador Evaristo (folhetim publicado nos jornais Última Hora, do Rio de Janeiro, e Correio do Povo, de Recife, 1960)
Coluna diária na qual, entre 15 de julho e 10 de novembro de 1960, Permínio ficcionalizou sua experiência como setorista do Senado Federal e redator político dos jornais Última Hora e Correio do Povo. A coluna foi ideia de Samuel Wainer, editor do jornal, que, conhecendo e admirando o trabalho de Permínio como romancista, convidou o piauiense para suceder Nelson Rodrigues no folhetim.

#### O amigo Lourenço (Rio de Janeiro: J. Olympio, 1962)
O livro retoma a temática iniciada em 1960, nas colunas publicadas no Última Hora, onde trabalhava desde 1954. Conta a história de Lourenço, estudante de direito no Recife, que vê a injustiça e a corrupção moral ao seu redor e escreve sobre elas com honestidade. Em resenha publicada em 1963 na revista “Livros Estrangeiros”, publicada da Universidade de Oklahoma, Leo. J. Barrow, pesquisador da Universidade do Arizona, diz sobre O Amigo Lourenço que “a principal virtude do livro se situa na sondagem realista que faz da essência moral do personagem principal. A narrativa, os diálogos e os monólogos são todos escritos na forma coloquial, em dialeto local. A novela é provavelmente autobiográfica, e é isso que dá a ela uma nota de sinceridade e autenticidade”. Em 1962, o livro ganhou o prêmio Cervantes, concedido pela instituição Casa dos Quixotes, fundada em 1960 pelo jurista, escritor e poeta pernambucano Francisco de Oliveira e Silva.

#### Bloqueio (Rio de Janeiro: J. Olympio, 1972)
O romance tem como base a crise, hospitalização e alta de um jornalista em Recife. A causa da doença de Leandro, o personagem principal, permanece em dúvida até o fim. Permínio conta, paralelamente, a história de vários personagens ao redor de Leandro, indicando que o sofrimento psíquico da personagem principal vem, na verdade, de causas estruturais e coletivas. Em resenha publicada na revista “Livros Estrangeiros”, da Universidade de Oklahoma, Gerald M. Moser, da Universidade da Pensilvânia, diz: “As várias histórias entrelaçadas –  melhor parte da obra – compõem um quadro austero da sociedade nordestina. Uma simpatia óbvia pelos pobres é incontestável. Mas a grande galeria de padres é uma surpresa – do Padre Hélio, que organiza os trabalhadores rurais, ao Bispo Audario, que toma posse de terras. A narrativa é tão rica que comporta várias leituras. Ela soa verdadeira, e inclui ‘episódios que lembram nossa existência, áspera e longo caminho às vezes ensombreado por nuvens de iniquidades que até beiravam o ridículo’, aos quais Asfora alude na dedicatória do livro, a seus pais”. Bloqueio foi premiado pela Fundação de Cultura do Distrito Federal, em 1973.

#### O eminente senador (Rio de Janeiro: Ed. Francisco Alves, 1973)
Tamanho foi o sucesso da coluna no Última Hora que, em 1973, a Editora Francisco Alves edita-as em forma de livro, que recebeu o nome O Eminente Senador. Com esse romance Permínio Asfora arrebatou dois prêmios: o primeiro prêmio de ficção, concedido pelo 8º Congresso Nacional de Escritores, realizado em 1973 em Brasília e, em 1974, e o prêmio do PEN Club, quando foi escolhido por críticos literários de vários jornais do Brasil como o livro do ano.

### Autores e críticos sobre Permínio Asfora

#### Rachel de Queiroz
“Creio que é hoje Permínio Asfora o mais significativo representante da tradição do ‘romance nordestino’ continuador da nobre linhagem literária de José Lins do Rego e de Graciliano Ramos” (na contracapa de Sapé).

#### Mário de Andrade
“O entrecho segue com ótima naturalidade, não se percebe nada de ‘forjado’ nos fatos que se sucedem. Quanto à linguagem não há dúvida nenhuma que você tem nas mãos um tesouro de expressão linguística regional” (na contracapa de Sapé).

#### Lêdo Ivo
“Em Sapé, o talento e a ironia do romancista fizeram de sua obra a maior sátira até hoje aparecida sobre o domínio rural do Nordeste. Seu senso satírico deixa que suas figuras traiam o ridículo e a mediocridade sem se deslocarem do plano em que estão, e com a imparcialidade do autor” (no jornal recifense Diário da Manhã, 13 de outubro de 1940). 

#### Guimarães Rosa
“Fogo verde: um dos romances brasileiros que mais admiro e mais amo” (na contracapa de Bloqueio, J. Olympio, 1972)

#### José Lins do Rego
“Vento Nordeste não é livro de tese, nem livro para meia dúzia. O romancista Asfora sabe que os limites de classe se arrebentam diante das precisões urgentes dos sentidos. O que se sente em suas páginas é que o amor se expande pela humanidade geral” (originalmente no jornal carioca Diário da Noite, reproduzido na contracapa de Bloqueio, J. Olympio, 1972).

#### Ênio Silveira
“Permínio Asfora é um homem e um escritor do Nordeste, [...] intelectual consciente, tem os pés fincados na realidade e os olhos postos no futuro. Sua obra é premonitória e candente e merece do grande José Lins do Rego palavras tão consagradoras quanto justas” (na orelha de Vento Nordeste, Civilização brasileira, 1982).

#### Jorge Amado
“Romancista social, tocado pelos problemas reais que afligem seus personagens, ele nos indica em seus romances, especialmente em Fogo verde, sua decisão de não fugir à vida, de não se trancar nos artificialismos de uma literatura aparentemente apolítica, e em verdade, reacionária. Um dos bons construtores de romances que possuímos, senhor do seu metiér” (na contracapa de Vento Nordeste, Civilização brasileira, 1982)
“Sou velho leitor e admirador de Permínio Asfora, romancista cuja importância no cenário da novelística brasileira ainda não foi suficientemente estudada. Seus livros, romances que incorporam toda uma região à nossa geografia literária, foram sempre marcados por sucesso de crítica e público, é bem verdade. Ainda assim falta aquele estudo de conjunto que situe em seu verdadeiro e importante lugar esse mestre da ficcao cuja obra vem sendo construída no passar dos anos com exemplar consciência de seu ofício e constante compromisso com a realidade brasileira, a vida e o povo do Brasil (na orelha de Bloqueio, J. Olympio, 1972)

#### Gilberto Freyre
“Constitui rigorosa reafirmação de um talento já agora inconfundível. Um dos maiores talentos de narrador entre os romancistas brasileiros de nosso tempo” (na nota editorial de Bloqueio, J. Olympio, 1972)
1. 1 2 3  «13º SALIPI – Salão do Livro do Piauí – Permínio Asfora – o eterno nômade». 27 de junho de 2025. Consultado em 27 de junho de 2025
2. ↑  Asfora, Permínio (1972). Bloqueio. Da nota da editora José Olympio para a primeira edição de Bloqueio (1972). Rio de Janeiro: José Olympio
3. ↑  Cavalcanti, Paulo (2008). Da coluna Prestes à queda de Arraes: Memórias Políticas. Recife: CEPE. ISBN 978-85-7858-010-0
4. 1 2  Asfora, Permínio (2015). Sapé. Posfácio da segunda edição  de Sapé (UFPB, 2015), da autoria de Wilma Martins de Mendonça. João Pessoa: UFPB. p. 222
5. ↑  Asfora, Permínio (1962). O Amigo Lourenço. Da nota da editora José Olympio para a primeira edição de O Amigo Lourenço (1962). Rio de Janeiro: José Olympio
6. ↑  Silveira, Iran (2018). Dissertação de mestrado acadêmico apresentada ao Programa de PósGraduação em Literatura da UFSC. «A CRÍTICA DA E NA REVISTA SUL (2018), de Iran Silveira para a Dissertação de mestrado acadêmico apresentada ao Programa de PósGraduação em Literatura da UFSC» (PDF). UFSC
7. ↑  Asfora, Permínio (2015). Sapé. Apresentação da segunda edição de Sapé (UFPB, 2015), por Margareth de Fátima Formiga Melo Diniz, reitora da UFPB de 2012 a 2020. João Pessoa: UPFB. p. 5. ISBN 978-85-237-0872-6
8. 1 2  Gomes, Kássio (7 de julho de 2011). «REVISTA CIRANDINHA: PERMÍNIO ASFORA - EXPRESSÃO DO MODERNISMO - PIAUÍ». REVISTA CIRANDINHA. Consultado em 27 de junho de 2025
9. ↑  Milliet, Sérgio (29 de dezembro de 1951). «Dois romances e uma aula» (PDF). A União: 4 e 6. Consultado em 27 de junho de 2025
10. ↑  Bezerra, Rozélia (22 de fevereiro de 2025). «Fogo Verde». vodca barata. Consultado em 27 de junho de 2025
11. 1 2  Moraes, Herculano (1975). Visão histórica da literatura piauiense, Tomo II (PDF). Rio de Janeiro: Companhia Editora Americana. p. 110
12. ↑  J. Barrow, Leo (1963). «Perminio Asfora. O Amigo Lourenco. Rio de Janeiro. Olympio. 1962. 241 pages». Board of Regents of the University of Oklahoma. Books Abroad. 37 (4): 491. Consultado em 27 de junho de 2025
13. ↑  CALVO GONZÁLEZ, JOSÉ (julho–dezembro 2019). «SUBSÍDIOS PARA UMA HISTÓRIA DA CULTURA LITERÁRIA DO DIREITO NO BRASIL: FRANCISCO DE OLIVEIRA E SILVA [1897-1989]». ANAMORPHOSIS – Revista Internacional de Direito e Literatura. 5 (2): 623. Consultado em 27 de junho 2025
14. ↑  M. Moser, Gerald (1963). «Perminio Asfora. Bloqueio. Rio de Janeiro. J. Olympio. 1972. 276 pages». Board of Regents of the University of Oklahoma. Books Abroad. 37 (4): 343. Consultado em 27 de junho de 2025
15. 1 2  COUTINHO, Afrânio; SOUSA, José Galante de (2001). Enciclopédia de literatura brasileira. Rio de Janeiro: Fundação Biblioteca Nacional; Academia Brasileira de Letras. ISBN 8526007238
16. ↑  «Diario de Pernambuco (PE) - 1970 a 1979 - DocReader Web». memoria.bn.gov.br. Consultado em 27 de junho de 2025